# دو (مجله)
دو (آلمانی: Du) یک مجله متمرکز بر هنر و فرهنگ است که دفتر مرکزی آن در زوریخ سوئیس است. این نشریه در سال ۱۹۴۱ شروع به کار کرد و به عنوان یکی از نشریات اصلی و با نفوذ در هنر و فرهنگ در اروپا در نظر گرفته می‌شود. این مجله همچنین به دلیل تمرکزش بر هنر عکاسی شناخته شده‌است. عکاسان برجسته‌ای مانند آنری کارتیه-برسون، ورنر بیشاف و رنه بری از همکاران این مجله بودند.